# Chief Visionary Officer
Chief Visionary Officer (CVO) (dt. etwa (Leitendes) Vorstandsmitglied für (unternehmerische) Visionen) ist die Bezeichnung einer Aufgabe in der Unternehmensführung. 
Es stellt eine Schnittstelle zwischen CEO (Direktor, Geschäftsführer, Aufsichtsratsvorsitzender), CFO (Finanzierung) und COO (operative Geschäftsbereiche) dar. Oftmals kommt es vor, dass der CVO zusätzlich weitere Aufgaben der Unternehmensführung übernimmt.
Von einem CVO wird erwartet, dass er ein sehr breit gestreutes Fachwissen aus vielen Bereichen mitbringt. Neben den unternehmerischen Kernkompetenzen sind aber in erster Linie die visionären Ideen maßgeblicher Inhalt dieser Aufgabe. Letztlich ist der CVO dafür verantwortlich, dass für das Unternehmen langfristige Perspektiven und daraus abgeleitete Strategien und Umsetzungspläne entwickelt werden können.

## Beispiele
Der erste offizielle CVO war Tim Roberts, der unternehmerisch denkende Gründer der Broadband Investment Group. 
Bill Gates hat 2003 die Entscheidung getroffen, als CEO zurückzutreten und als CVO die Entwicklung von Microsoft aktiv zu begleiten.